# حادثه فوریه ۲۰۱۸ اسرائیل-سوریه
حادثه فوریه ۲۰۱۸ اسرائیل-سوریه اسرائیل یک پهپاد ایرانی که طبق مشاهدات ارتش اسرائیل یک پهپاد مونتاژ شده متعلق به سپاه پاسداران است در نزدیکی بیت الشان سوریه نزدیک مرز اسرائیل سرنگون کرده‌است و این پهپاد مونتاژ شده متعلق به ایران که از پایگاهی در سوریه بلند شده و قصد داشته وارد خاک اسرائیل شود. همچنین نیروی هوایی اسرائیل، با هشت هواپیما به پایگاه عملیاتی پهپادی سپاه پاسداران -طبق ادعای اسرائیل- در خاک سوریه حمله کردند و ۱۰ عضو سپاه پاسداران و ۶ شبه نظامی سوری را کشت.